# غسان خالد
غسان خالد (أبو ناصر، 27 يوليو 1970 -)، هو محامٍ وأستاذ جامعي فلسطيني وناشط في قضايا حقوق الإنسان، ويُعد من أعلام القانون في فلسطين. كان أستاذًا للقانون في كلية الحقوق في جامعة بيت لحم وعددٍ من الجامعات الفلسطينية الأخرى. وهو دكتور ممارس في جامعة النجاح الوطنية ومدير الدائرة القانونية لجامعة النجاح الوطنية. كما ألَّف عددًا من الدراسات والأبحاث في القانون، وشارك في وضع بعض القوانين السارية في الأراضي الفلسطينية.

## حياته
وُلد غسان شريف محمد عمر خالد في قرية جيوس التابعة لمحافظة قلقيلية بتاريخ 27 يوليو 1970. حصل على درجة البكالوريوس في القانون من الجامعة الروسية لصداقة الشعوب في الفترة ما بين 1989 حتى 1994، ثم حصل على درجة الماجستير في القانون التجاري من نفس الجامعة في الفترة ما بين 1994 حتى 1996، ودرجة الدكتوراة في القانون التجاري من نفس الجامعة في عام 1999.
عمل غسان محاميًا نظاميًا ومحكماً في مدينة نابلس، كما عمل أستاذً لمادة القانون التجاري في جامعة بيت لحم وعمل بصفة أستاذ زائر في معهد الحقوق التابع لجامعة بيرزيت. عمل أيضًا كمساعد قانوني في وزارة التموين الفلسطينية، وكان مديراْ للشؤون القانونية لشركة سنقرط الفلسطينية. وعمل كمنسق لبرنامج لقاءات بيرزيت القانونية في معهد الحقوق. وعمل أيضاً كمنسق برامج ماجستير القانون في كلية القانون التابعة لجامعة النجاح. وعمل كمعلق على قرارات محكمة النقض الفلسطينية في معهد الحقوق التابع لجامعة بيرزيت.

## مناصب
- خبير قانوني ضمن مشروع فاعلية قرار الحد الأدنى للأجور.
- خبير قانوني ضمن مشروع تقييم الأصول الثابتة للبلديات.
- خبير قانوني ضمن مشروع إنشاء وحدة الرقابة البيئية في بلدية نابلس.[14]
- خبير قانوني ضمن مشروع إطار وهيكلة قطاع المواصلات في فلسطين - وزارة النقل والمواصلات.[15]
- خبير قانوني ضمن مشروع إعداد نظام إدارة وإعادة تدوير مخلفات الهدم والبناء.
- رئيس قسم العلوم الإنسانية /كلية الدراسات العليا-جامعة النجاح الوطنية 2006-2008.
- أستاذ مساعد/ وعين مديراً لدائرة الشؤون القانونية في جامعة النجاح الوطنية.
- مقرر اللجنة القانونية لإعداد الخطة الاستراتيجية الجديدة لجامعة النجاح الوطنية 2016-2020.[16]
- مقرر لجنة الشكاوى الابتدائية في جامعة النجاح الوطنية 2015-2019.
- مقرر اللجنة الخاصة بدراسة أساليب التدريس في كلية القانون في جامعة النجاح الوطنية.
- عضو الفريق الوطني لإعداد مشروع قانون التحكيم – فلسطين.[17]
- مدير عام شركة الطليعة للاستشارات والتدريب والتحكيم.

## أعماله
- «إعداد المذكرة الإيضاحية لمشروع قانون التجارة الفلسطيني بتكليف من وزارة العدل الفلسطينية.»، 2003.[18]
- «إعداد الخطة الوطنية لحماية المستهلك.»، 2013.[19]
- «إعداد مراجعة نقدية لتشريعات وأنظمة الشرطة الفلسطيني.»، 2013.[20]
- «جدلية علاقة هيئة التحكيم بالقضاء النظامي في ضوء القانون الفلسطيني.»، 2015.[21]
- «حالة التشريعات في فلسطين من مسألة حوكمة الشركات.»، 2018.[22]
- «دور الجامعات في رفع المستوى المعرفي بالحق الفلسطيني في الأرض والسكن/ كليات القانون نموذجاً.»، 2019.
- «مسؤولية مدقق الحسابات في تحقيق الحوكمة في شركات المساهمة.»، 2019.
- «التنظيم القانوني للجمعيات الخيرية في فلسطين.»[23]
- «دور الشيك في التبادل التجاري في الأردن.»[24]
- «المعايير القانونية لسلامة السلعة التموينية.»[25]
- «سياسة الاعتقال الإداري في سجون الاحتلال الإسرائيلي ومدى توافقها مع الضمانات الأساسية والإجرائية في حدها الأدنى المفترض وفق قواعد القانون الدولي الإنساني.»[26]

## اعتقاله

### في سجون إسرائيل
غسان خالد كان قد اعتقل بتاريخ 31 مارس 2008 ووضع تحت الاعتقال الإداري حتى تاريخ الإفراج 26 نوفمبر 2009 حيثُ كان الاعتقال الثاني بعد عشرة أيام من الإفراج عنه بعد الاعتقال الأول حيث اعتقل بتاريخ 16 يناير 2008، وأفرج عنه بكفالة مالية بتاريخ 20 مارس 2008، حيث تعرض خلالها للتعذيب الشديد في مراكز التحقيق في «بيتح تكفا»، وقد أحدث التعذيب انفجارًا للأوردة الدموية في ركبتيه، مما ساهم في الإفراج عنه قبل أن يتم اعتقاله ثانية.

### في سجون السلطة الفلسطينية
في عام 2010 قامت قوات السلطة الفلسطينية باعتقال عدد من الاكاديميين الفلسطينيين وكان من بينهم غسان خالد، أستاذ القانون، وأثارت اعتقالات الأكاديميين إدانات شديدة من العديد من منظمات حقوق الإنسان في الضفة الغربية. وقال مسؤول أمني في السلطة الفلسطينية حينها إن جميع الأكاديميين والصحفيين اعتقلوا للاشتباه في انتمائهم إلى حماس وليس بسبب مهنتهم.